# Выборы в Верховный Совет Эстонской ССР (1990)
Выборы в Верховный Совет Эстонской ССР прошли в эстонской ССР 18 марта 1990 года, это были первые свободные парламентские выборы в Эстонии с 1932 года. В общей сложности было избранов 105 депутатов, из которых четверо были представителями военнослужащих. Всего было 392 кандидатов на места в парламенте. Блок сторонников независимости Народный фронт завоевал множество мест. Им противостояли «Объединенный Совет трудовых коллективов», представляющий собой в основном русскоязычного меньшинства в Эстонии, а также реформированные коммунисты, кто выступал за независимость, но тесные отношения с СССР, оба получили по 25 мест. В ходе своей первой сессии председателем Верховного Совета избран бывший член КПЭ Арнольд Рюйтель, что позволило ему остаться лидером Эстонии.
Избранный парламент был ответственен за некоторые из самых важных решений в современной эстонской истории, такие, как декларация независимости от СССР от 30 марта 1990 года, принятое по итогам голосования 73 за и 0 против, с 27 депутаты бойкотирующими голосование. Он также принял новую Конституцию Эстонской Республики.
Голосование проходило в тот же день, что и выборы в Латвийской ССР.

## Результаты
|                                |                                                     |           |        |               |  |
| Партия                         | Партия                                              | Голосов   | %      | Мест получено |  |
|                                | Народный фронт Эстонии                              |           | 40,95  | 43            |  |
|                                | Коммунистическая партия Эстонии — Свободная Эстония |           | 25,71  | 27            |  |
|                                | Объединённый совет трудовых коллективов             |           | 23,81  | 25            |  |
|                                | Независимые кандидаты                               |           | 9,53   | 10            |  |
| Всего                          | Всего                                               | 911 903   | 100,00 | 105           |  |
| Явка избирателей               | Явка избирателей                                    | 1 164 603 | 78,20  |               |  |
| Источник: Nohlen & Stöver, ВВК |                                                     |           |        |               |  |